# Hecamede
Hecamede är ett släkte av tvåvingar som beskrevs av Alexander Henry Haliday år 1837. Hecamede ingår i familjen vattenflugor.

## Arter inomHecamede[1][2]
- Hecamede affinis
- Hecamede africana
- Hecamede albicans
- Hecamede australis
- Hecamede bocki
- Hecamede brasiliensis
- Hecamede globifera
- Hecamede granifera
- Hecamede grisescens
- Hecamede maculipleuris
- Hecamede maritima
- Hecamede nuda
- Hecamede planifrons
- Hecamede socotra
- Hecamede tomentosa